# بنیاد دانش آزاد
بنیاد دانش آزاد (اسپانیایی: Fundación Conocimiento Libre‎) یک سازمان با هدف ترویج دانش آزاد، شامل نرم‌افزار آزاد و استانداردهای آزاد است. این بنیاد در سال ۲۰۰۴ در شهر مادرید اسپانیا تأسیس شد.
بنیاد دانش آزاد با کار روی سیاست‌مداران، معلمین، رسانه و بقیه مأمورین مهم اجتماعی تلاش می‌کند توجه آنان را به دانش آزاد، نرم‌افزار آزاد واستانداردهای آزاد جلب کند.
پابلو ماچون از سال ۲۰۰۴ رئیس بنیاد دانش آزاد بوده. در سال ۲۰۰۵ سازمان ریچارد استالمن را به عنوان حامی افتخاری معرفی کرد.
در سال ۲۰۰۶ بنیاد دانش آزاد سازمان همکار بنیاد نرم‌افزار آزاد اروپا شد.

## ملاقات آزاد
بنیاد دانش آزاد ملاقات بین‌المللی دانش آزاد مادرید معروف به ملاقات آزاد را معمولاً در محل اقامت لا کریستالرا، در شهر میرافلورز لا سیرا، ۵۰ کیلومتر دورتر از مادرید برگزار می‌کند.
بنیاد در ملاقات آزاد جایزه‌های libre.org را اهدا می‌کند. این جایزه‌ها به کسانی که در نشر دانش آزاد امتیاز بیاورند اهدا می‌شود. برخی از دریافت‌کنندگان این جایزه عبارتند از:
- Juan Carlos Rodríguez Ibarra رئیس سابق اسکتریمادورا
- Esteban González Pons سیاستمدار احزاب محبوب اسپانیایی[۵]
- سنای اسپانیا[۶]
- Juan Alberto Belloch[۷] وزیر سابق اسپانیایی عدالت زاراگوزا
- Junta de Andalucía (دولت خود مختار اندلس)
- Generalitat Valenciana (دولت خودمختار والنسیایی)
- وزارت صنعت، توریسم و تجارت اسپانیا

## سازماندهی و مشارکت در رویدادها
بنیاد دانش آزاد به جز ملاقات‌های آزاد رویدادهای دیگری ترتیب می‌دهد و با سخنرانان در رویدادهای بین‌المللی مرتبط با نرم‌افزار آزاد و دانش آزاد مشارکت می‌کند.